# Сподња Костривница
Сподња Костривница (словен. Spodnja Kostrivnica) је насељено место у општини Рогашка Слатина, Савињска регија, Словенија.

## Историја
До територијалне реорганизације у Словенији била је у саставу старе општине Шмарје при Јелшах.

## Становништво
У попису становништва из 2011. године, Сподња Костривница је имала 111 становника.
| Број становника према пописима | Број становника према пописима | Број становника према пописима |
| ------------------------------ | ------------------------------ | ------------------------------ |
| 1991                           | 2002                           | 2011                           |
| 131                            | 120                            | 111                            |

Напомена: Године 2015. извршена је мања размена територија између насеља Камна Горца и Сподња Костривница.